# Tove Lo
Pour les articles homonymes, voir Lo et Nilsson.
Tove Lo, de son vrai nom Tove Ebba Elsa Nilsson, née le 29 octobre 1987 à Stockholm, est une auteure-compositrice-interprète suédoise.
Elle publie un premier EP, intitulé Truth Serum, en 2013, avant de sortir son premier album, Queen of the Clouds en 2014. En octobre 2016, elle sort Lady Wood, son deuxième album. En novembre 2017, son troisième album Blue Lips, présenté comme la seconde partie de Lady Wood, est publié.

## Biographie

### Jeunesse
Tove Lo étudie à l'école de musique suédoise Rytmus. Elle débute comme chanteuse d'un groupe de math rock. Elle est influencée par les univers un peu étranges, qui se ressentent dans les chansons de son album Queens of the Clouds. À 10 ans déjà, elle écrit une histoire à propos d'un détective qui découvre un corps découpé « du vagin à la tête. » L'album Queens of the Clouds est d'ailleurs articulé autour de trois thèmes : sexe, amour et souffrance. Ses parents, deux universitaires, restent détachés de sa vie artistique. Ils ne regardent pas ses clips et auraient préféré qu'elle trouve un travail stable et plus conventionnel.

### Débuts et collaborations (2006–2013)
En 2006, Lo écrit des morceaux avec Christian Bjerring, un guitariste de Rytmus. Le duo forme ensuite le groupe de math rock Tremblebee avec trois autres amis de lycée. Ils jouent ensemble quelques années dans des bars suédois, publiant des morceaux indépendants avant de se séparer en 2009,,,. Durant cette période avec le groupe, Lo développe une passion du jeu sur scène et est présentée au duo de producteurs The Struts. Après la dissolution de Tremblebee, Lo se consacre à la musique pop. Elle décide ensuite de produire ses propres morceaux et une démo. Elle s'entraine à chanter lors de sessions d'enregistrement. Elle apprend à jouer de la batterie et se consacre à la programmation musicale. Lo habite un temps avec Icona Pop près de Stockholm.
Lo rencontre ensuite l'A&R, auquel elle a envoyé sa démo, à l'occasion d'une fête à Stockholm célébrant le contrat d'Icona Pop, puis par hasard dans un bar à Londres. L'A&R, qui a apprécié sa démo, la présente à un groupe qui comprend The Struts et Hjelt,. En 2011, Lo décide encore une fois de se consacrer à l'écriture et signe un contrat avec Warner/Chappell Music. Elle traverse alors Los Angeles et travaille aux côtés du producteur suédois Max Martin,. En 2012, elle s'associe à l'équipe britannique de production Xenomania et au producteur suédois Alexander Kronlund et coécrit Something New de Girls Aloud et We Got the World d'Icona Pop, en plus des morceaux de l'album homonyme du duo.
Lo décide d'« entretenir un parcours de musicienne indépendante » pour publier des morceaux plus personnels,. Elle publie son premier single, Love Ballad, en octobre 2012, suivi d'un second single, intitulé Habits, en mars 2013. Ce dernier se popularise significativement sur Internet. Lo participe au single Run on Love du disc jockey suédois Lucas Nord, publié en juin 2013 sur son album Islands,. Elle collabore ensuite sur le single Strangers de Seven Lions et avec Myon & Shane 54 pour la bande son du film The Mortal Instruments: City of Bones (2013) et l'EP World Apart de Seven Lions (2014). En 2013, Lo est protégé par Max Martin et le producteur Shellback. Elle co-écrit aussi Gold de Victoria Justice et les morceaux sur This Is... Icona Pop d'Icona Pop.

### Truth SerumetQueen of the Clouds(2014–2015)

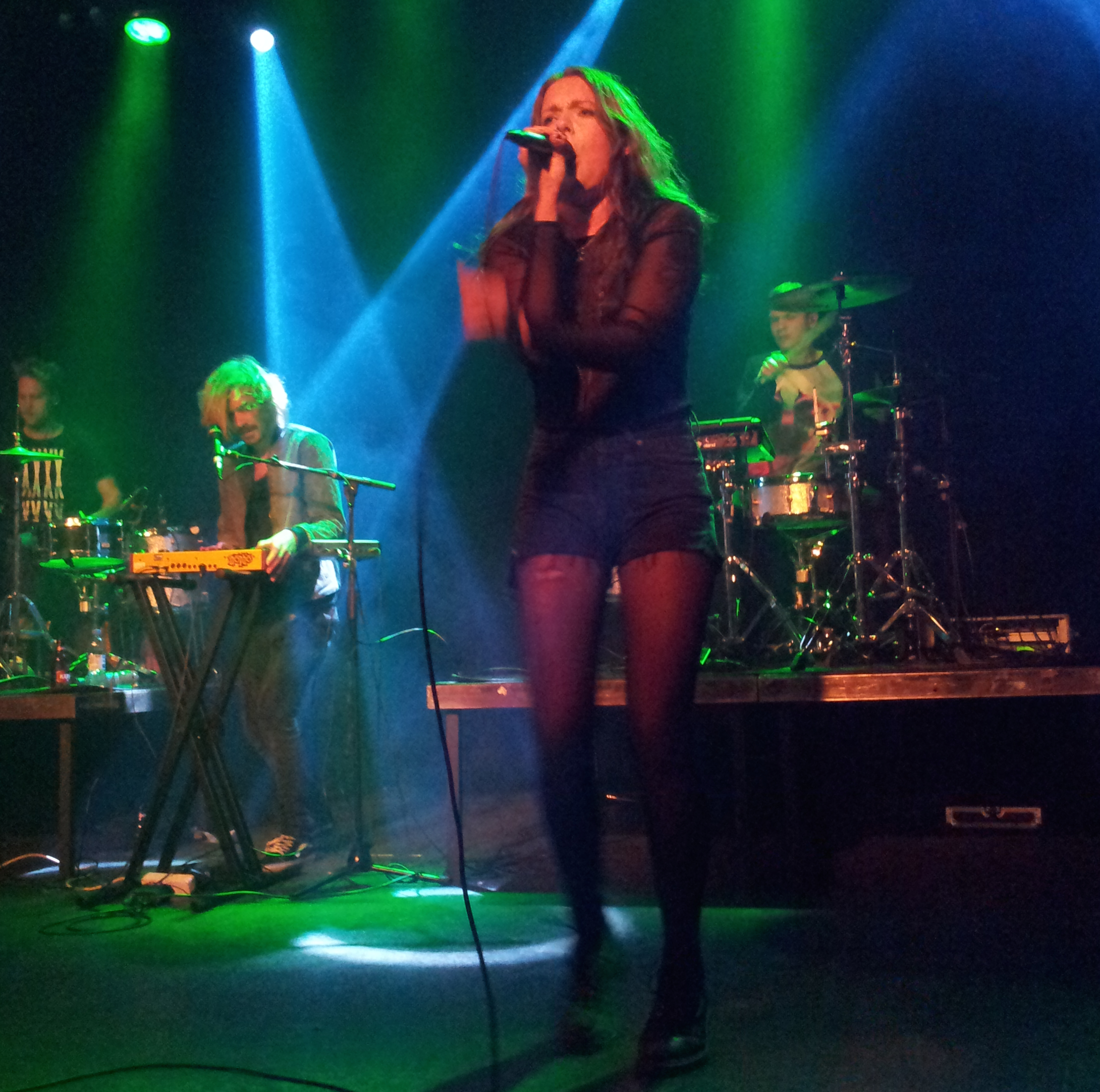
Lo au Tavastia Club d'Helsinki en 2014.

Constamment suivie sur Internet, Lo reçoit une offre d'Universal Music chez qui elle publie son premier single, Out of Mind en octobre 2013. Elle signe finalement chez Island et Polydor Records,,. Lo décide ensuite de se consacrer à sa carrière de chanteuse et est ovationnée lors de concerts à Londres et pendant le South by Southwest américain,. Le premier EP de Lo, Truth Serum, est publié le 3 mars 2014. Il se classe 13e des charts suédois. L'EP est aussi un succès critique, les médias parlent même de « future popstar » concernant Lo. Il comprend trois singles. Out of Mind, le premier single apparaît seulement à la 39e place des charts finlandais. Les autres singles sont Habits (Stay High) et sa version remixée par le duo Hippie Sabotage, rebaptisée Stay High,. Ce dernier attire l'intérêt international pour Lo et atteint la 13e place en Suède,. La chanteuse est plus tard nommée You Oughta Know par VH1 et artiste On the Verge par Heart Radio. Elle fait ses débuts télévisés en chantant Habits (Stay High) au Late Night with Seth Meyers en juin 2014. Le premier album de Lo, Queen of the Clouds, est publié le 24 septembre 2014 et généralement bien accueilli par la presse. Il débute 14e du Billboard 200, avec 19 000 exemplaires vendus la première semaine. L'album atteint la 17e place au Royaume-Uni et la sixième en Suède où il est certifié disque de platine par la Swedish Recording Industry Association (GLF) avec 40 000 exemplaires vendus,. Comme premier single, une version américaine de Habits (Stay High) devient un hit. Le single marque le succès de Lo dans le pays et atteint la troisième place du Billboard Hot 100. Le second single de l'album, Talking Body, atteint la 12e place du Billboard Hot 100, la 16e place en Suède et la 17e place au Royaume-Uni. Les singles qui suivent sont Timebomb et Moments,.
Lo participe aussi au single Heroes d'Alesso, issu de son premier album, Forever. Le single est un succès commercial qui atteint la cinquième place en Suède, la sixième au Royaume-Uni et la 31e au Billboard Hot 100. Lo ouvre pendant la tournée Prismatic World Tour de Katy Perry en novembre 2014,. Elle écrit, produit et enregistre le morceau Scream My Name pour la bande son The Hunger Games: Mockingjay, Part 1, publiée ce même mois,. À la fin 2014, elle signe avec le collectif de Max Martin, Wolf Cousins,. Les morceaux co-écrits par Lo sont inclus dans l'album Sorry I'm Late de Cher Lloyd, Louder de Lea Michele et 1 de Zara Larsson. Elle co-écrit aussi What Are You Waiting for? de The Saturdays. En décembre 2014, Lo annonce une pause afin de se faire opérer d'un kyste logé dans ses cordes vocales. L'opération a lieu le 3 janvier 2015 et se déroule bien.
Aux Grammis 2015 Lo remporte les catégories « artiste de l'année » et « chanson de l'année » pour Habits (Stay High). L'artiste a aussi écrit les singles Love Me like You Do d'Ellie Goulding et Sparks de Hilary Duff. Elle s'occupe aussi des morceaux Stay In Love et One in A Million, issus du cinquième album de Duff, Breathe In. Breathe Out. Love Me Like You Do atteint la première place de l'UK Singles Chart et la troisième place du Billboard Hot 100,. Lo est nommée aux Golden Globes, Grammys et aux Critics' Choice Awards,,. Lo participe au single Come Back to Me d'Urban Cone, publié en mars 2015 sur leur album Polaroid Memories.

### Lady WoodetBlue Lips(depuis 2016)
Tove Lo participe au single Close du troisième album Last Year Was Complicated de Nick Jonas. Il est publié le 25 mars 2016.
Elle participe aussi au single Say It de Flume, publié le 20 avril 2016. Lors d'un entretien aux Billboard Music Awards la même année, Lo confirme avoir terminé un deuxième album « plus sombre et rêveur ». En soutien à son futur album, Lo ouvre pendant 18 dates au Maroon V Tour de Maroon 5. Cinq jours avant la sortie de l'album, Lo annonce une tournée solo européenne et nord-américaine baptisée Lady Wood Tour. D'autres dates sont annoncées après la sortie de l'album,,.
En février 2017, Lo participe au morceau Lies in the Dark de la bande son Fifty Shades Darker. Le 16 février 2017, Lo est annoncée en ouverture de Coldplay à sa tournée A Head Full of Dreams Tour entre juin et octobre 2017 en Europe, aux US et au Canada. Le 7 septembre 2017, Lo publie le single Disco Tits, premier single de son troisième album, Blue Lips, publié le 17 novembre 2017. L'album est la seconde phase et conclusion de son double album, qui a commencé avec la première phase, Lady Wood. La pochette de cet album est un hommage à l'album Like a Prayer de Madonna, cette dernière étant une source d'inspiration pour l'artiste. Lo animera une release party au Elsewhere de Brooklyn, à New York.

### Vie privée
Lors d'une entrevue avec le magazine W en octobre 2016, Tove Lo déclare être bisexuelle.
Le 26 juillet 2020, elle annonce sur ses réseaux sociaux s'être mariée en secret avec son compagnon depuis 2017, Charlie Twaddle,,.

## Discographie

### EP
- 2013 : Truth Serum (EP)
- 2024 : HEAT (avec SG Lewis)

### Singles
- 2013 : Love Ballad
- 2013 : Out of Mind
- 2013 : Strangers (Seven Lions, Myon & Shane 54 feat. Tove Lo)
- 2014 : Habits (Stay High)
- 2014 : Not on Drugs
- 2014 : Heroes (We Could Be) (Alesso featuring Tove Lo)
- 2015 : Talking Body
- 2015 : Timebomb
- 2015 : Moments
- 2015 : Fun (featuring Coldplay)
- 2016 : Scars
- 2016 : Close (Nick Jonas featuring Tove Lo)
- 2016 : Desire (Years and Years featuring Tove Lo)
- 2016 : Say It (Flume featuring Tove Lo)
- 2016 : Cool Girl
- 2016 : Fairy Dust (avec Lina Esco dans le vidéoclip)
- 2016 : Fire Fade
- 2017 : Disco Tits
- 2018 : Bitches (featuring Charli XCX, Alma, Eliphant et Icona Pop)
- 2018 : Blue Lips (short movie)
- 2019 : Glad He's Gone
- 2019 : Bad As the Boys (Feat. Alma)
- 2019 : Jacques (Jax Jones Feat. Tove Lo)
- 2019 : Really Don't Like U (Feat. Kylie Minogue)
- 2019 : Sweettalk My Heart
- 2020 : Bikini Porn
- 2020 :  Calling On Me (Feat. Sean Paul)
- 2020 : Don't Say Goodbye (Feat. ALOK & Ilkay Sencan)
- 2021 : Pressure (Feat. Martin Garrix)
- 2022 : How Long
- 2022 : No One Dies from Love
- 2022 : True Romance
- 2022 : 2 Die 4
- 2022 : Call on Me (Feat. SG Lewis)
- 2022 : Graprefruit
- 2023 : Borderline
- 2023 : I Like U
- 2023 : Elevator Eyes
- 2024 : Love Bites (Feat. Nelly Furtado & SG Lewis)

## Collaborations
En 2016, Tove lo est en collaboration avec Nick Jonas dans le morceau Close. Tove Lo prête sa voix pour les chœurs sur le  morceau Get Up and Fight de Muse en 2018 sur le huitième album du trio, Simulation Theory. Elle accorde également sa voix à Martin Garrix sur le single Pressure.

## Filmographie
- 2024 : Twilight of the Gods : Jörmungandr (voix - saison 1, épisode 4)